# 外食テロ
外食テロ（がいしょくテロ）は、外食チェーンを中心とした飲食店や、スーパーマーケット、その他小売店において、客が迷惑行為や悪戯を行った様子を撮影した動画をソーシャル・ネットワーキング・サービス（SNS）等に投稿する行為を指す日本のスラング。
飲食店テロや客テロとも呼ばれるほか、回転寿司店のものについては回転寿司テロ、寿司テロなどと呼称されている。また行為を行った者について、その多くがZ世代であることから「Z戦士」と嘲笑的に呼ぶ例もあるが、必ずしも老若男女や職業を問わない。

## 概要

### 問題の経過
フリーライターの長浜淳之介によると、最初の事案は回転寿司チェーンのはま寿司店舗での動画だった。2023年1月初旬に他人の注文品を勝手に食べるという動画が、続いて14日にも他者が注文した寿司にわさびをのせるという動画がSNSに投稿された。同業他社でも迷惑動画が確認・拡散されていく中、社会に特に大きな影響を与えたのが、同月29日に発覚した、岐阜県岐阜市内のスシロー店舗で高校生が醤油さしや湯呑茶碗を舌で舐める動画である（スシロー迷惑動画事件）。同31日にスシロー側が被害届を提出し、その後迷惑行為の当事者とその保護者が謝罪したがスシロー側はそれを拒否する厳しい姿勢をとった。この事件では、因果関係の全てを証明することは難しいと言われながらも、31日だけで株価が145円下落しており、一時は時価総額170億円相当をスシローが失うことになった。ただし、1週間後の2月7日には騒動以前の株価を上回るまでに回復した。また、同事件を皮切りに外食チェーン店での迷惑動画が相次いで炎上した。拡散される動画は回転寿司店で撮影されたものにとどまらず、うどん店やカラオケ店、牛丼チェーン店などでも確認され、外食産業に多大な影響を与える社会問題化した。
厚生労働省の実施する研究事業である「食の安全確保推進研究事業」の「新型コロナウィルス感染症対策に取組む食品事業者における食品防御の推進のための研究（研究代表者：今村知明：奈良県立医科大学）」の中でも外食テロに関する研究が実施されている。本来は食品に対する意図的な攻撃への食品防御に関する研究班であるが、社会問題化に対応して研究が実施された。報告書によると確認できる一番古い外食テロ行為として、2014年1月に大分県別府市の高校生が市内のファミリーレストランでタバスコの容器を鼻に入れた静止画をTwitterに投稿したのが、いたずら行為がSNSへの投稿された最も古い事例とされており、外食テロ行為そのものは近年始まったものではないとされる。

### 企業側の対応
迷惑動画拡散の被害を受けた企業は、被害届を提出するとともに、行為者を特定し損害賠償を請求するなど、可能な範囲で厳正な対処を取っている。このような対応は一般に今後同様の行為が行われないようにする「抑止力」に訴えるものとされている。刑事罰としては、醤油さしをなめる等の行為は器物損壊罪、他者が注文した品を食べる行為は窃盗罪、動画拡散による被害は偽計業務妨害罪・威力業務妨害罪などが成立する。また、行為者だけではなく、動画撮影者・投稿者らも共犯として罪に問われることになる。例えば、2023年2月に名古屋市中区のくら寿司店舗で醤油さしを舐めるなどした男性客3人が、翌月8日までに威力業務妨害の容疑で全員逮捕された。
また、相次ぐ迷惑行為を受けて飲食チェーン各社は、卓上の調味料やコップを撤去するなどの対応を続々と発表した。例えば、くら寿司は回転レーンの上部にAIカメラを設置し、不自然な動きを検知できるシステムを導入したほか、すし銚子丸は回転レーンを用いた寿司の提供を廃止した。
さらに前述の岐阜市内のスシロー店舗における迷惑行為について、2023年3月22日付で運営会社のあきんどスシローが当該行為者に対して約6,700万円の損害賠償を求める裁判を大阪地方裁判所に起こした。その後、調停が成立したため、同年7月31日付で賠償請求を取り下げたことが同年8月に報じられた。スシローは「責任は認めていただき、当社としても納得のできる相応の内容で和解している」とコメントした。

### 世間の反応と報道
一部からは「もう回転寿司には行けない」「怖くてもう外食できない!」といった外食自体を控える声も出たという。その一方で、Twitter上での「#スシローを救いたい」ハッシュタグに見られるように、外食産業を応援しようとする動きも起こった。騒動後に安価な回転寿司店から中高年層が離れ、主に学生や若者で賑わっていたというレポートもある。
また、ネット上では犯人に対する「報復」を口実に、被害に遭った店舗や「テロ」の犯人を（服装、体格、風景などの情報から）特定し、個人情報を「晒す」行為も過熱している。住所や氏名などの個人情報がSNS上では拡散されており、（前記1月29日の）スシローの事件では、実行した高校生が高校を自主退学している。また、（前記1月14日の）はま寿司の案件では、当該人物が在籍とされる高校に対して電凸行為等による業務妨害が頻発したため、一時は高校側の公式ホームページ上に「動画に映った人物は、本校の生徒ではない」という声明が記載された。御田寺圭は一連の迷惑行為・動画を、SNSの発展に伴って可視化されただけの「若気の至り」であるとし、ネットリンチは「法治国家として明らかに度を越した」ものと批判した。
農林水産大臣の野村哲郎は2023年2月7日の記者会見の中で外食チェーン店での迷惑行為について、「食に対する迷惑行為は消費者に大変な不安を与え、食品産業事業者への影響も大きいものであり、非常に残念。食品の安全と食品産業を振興する農水省としても事業者からの声もよく聞きながら今後の状況を注視したい」とのコメントを述べた。
他方でこの騒動についてマスメディア・報道の責任を指摘する向きもある。窪田順生は、ワイドショーなどが繰り返し迷惑動画を流し視聴者の外食への不安感を煽り、マスコミは視聴率だけを狙って「相次ぐ外食テロ」というブームを作り出したと指摘した。海外メディアも炎上騒動について関心的に取り上げたが、回転寿司を「日本の食文化の一つ」としたうえで、人件費削減を背景としたスタッフの少なさを指摘したほか、日本人の清潔志向にも注目した。
マーケティングコンサルタントの西山守は、スシローを例に挙げて、トラブル発生時に企業側に求められることに、過剰とも思える対応をとること、顧客を守るという意思表示をすることなどを指摘し、スシローはそれを行い「リスクを最小限にとどめた」と高く評価した。